# Màslama al-Majrití
Abu-l-Qàssim Màslama ibn Àhmad al-Faradí al-Majrití (àrab: أبو القاسم مسلمة بن أحمد المجريطي, Abū l-Qāsim Maslama b. Aḥmad al-Majrīṭī) més conegut simplement com a Màslama al-Majrití o, tot curt, al-Majrití (Madrid, 950- Còrdova, 1008) fou un erudit andalusí de gran renom, astròleg-astrònom, matemàtic i alquimista. Es tracta del primer madrileny històric conegut. La llegenda diu que va tenir una filla, Fàtima de Madrid, astrònoma com ell i que hauria col·laborat en els seus treballs, però la seva existència no sembla tenir cap fonament històric.
No es coneix gran cosa de la seva biografia. Va ser actiu a Còrdova, a finals del segle x, on va crear una escola de la qual van sorgir coneguts astrònoms com Ibn as-Samh, Ibn as-Saffar o Ibn Barghuth.
Va prendre part en la traducció del Planisphaerium i va millorar les traduccions existents de l’Almagest de Ptolemeu; va presentar i millorar les taules astronòmiques de Muhàmmad ibn Mussa al-Khwarazmí; va ajudar els historiadors en l'elaboració de taules per convertir el calendari persa a l'islàmic i va introduir les tècniques de l'agrimensura i la triangulació.
Se li atribueix l'autoria (però, potser només en va fer la compilació) de l'obra Ghayat al-hàkim (L'objectiu del savi), traduïda al llatí com a Picatrix, un tractat de màgia i astrologia en què es troben les primeres referències explícites d'Al-Farabí. També es creu que va intervenir en les Epístoles dels Germans de la Puresa, una enciclopèdia sobre les ciències físiques, la filosofia i l'esoterisme, però la seva implicació en l'obra no és gens segura.